# Illa de São Miguel

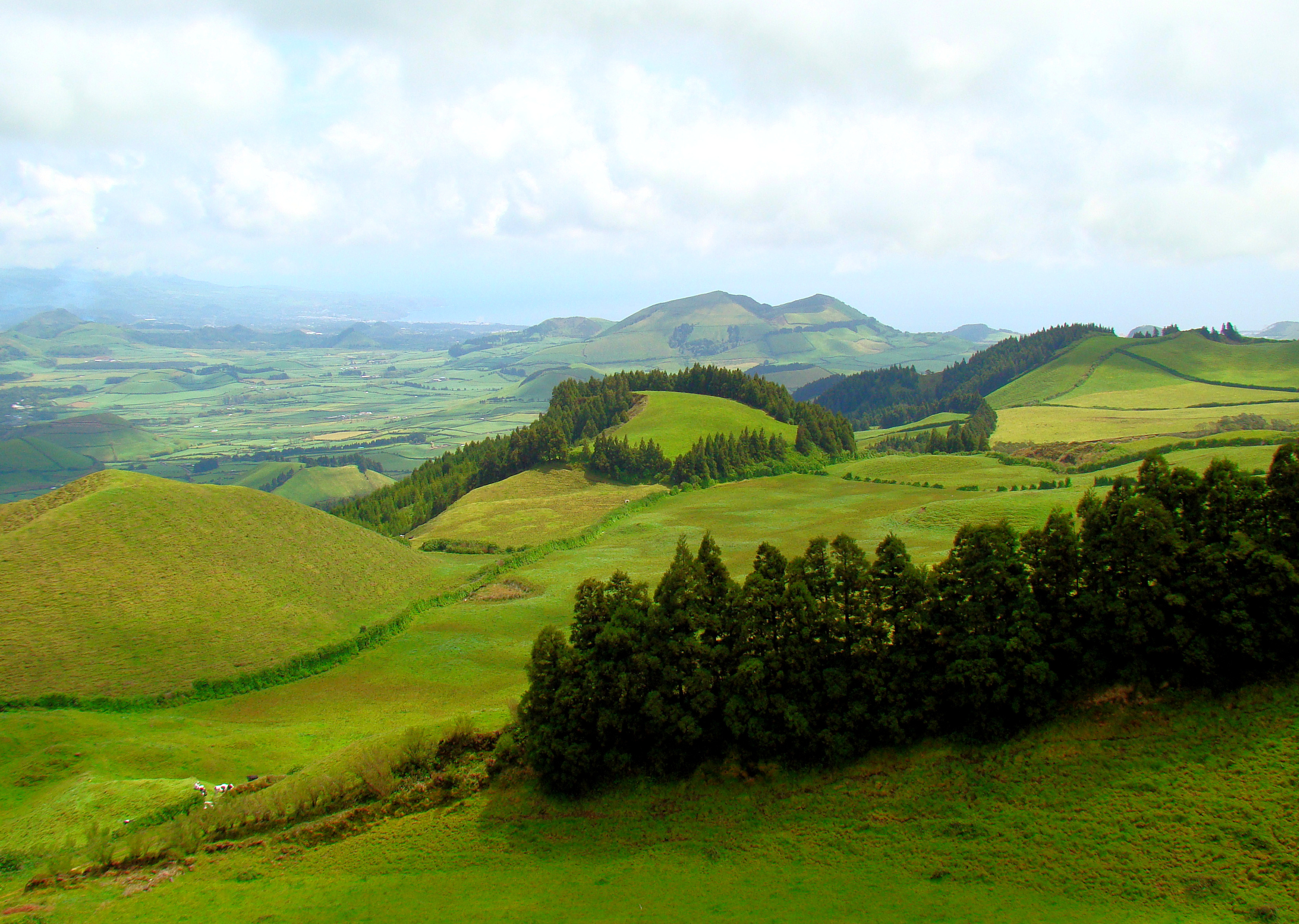
Pastures a São Miguel

São Miguel (en portuguès, 'Sant Miquel') és la més gran i més poblada de les illes de l'arxipèlag de les Açores, Portugal. Ocupa una superfície de 759 km² i té al voltant de 140.000 habitants, 45.000 dels quals viuen a Ponta Delgada.

## Història
El 1427, São Miguel passà a ser la segona de les illes descobertes per Gonçalo Velho Cabral on es van establir colons del Portugal continental; abans estava deshabitada. També s'hi van establir colons d'altres països com França i minories culturals com els jueus i moros. L'establiment d'una guarnició militar la va convertir en un port de pas obligatori en el trànsit cap a l'Àfrica i l'Àsia. El clima suau i plujós i els sòls volcànics fèrtils van fer que s'hi cultivés la canya de sucre i més tard el colorant orceïna, que s'exportava a Flandes.
La primera capital de l'illa va ser Vila Franca do Campo, que va ser destruïda per un terratrèmol el 1522. Llavors, la capital es va traslladar a Ponta Delgada el 1546.
El 1580, en la crisi de la successió portuguesa, van guanyar la batalla de Vila Franca contra França que donava suport al pretendent al tron portuguès António, Prior de Crato. Durant aquest temps el volcà Fogo 2 va entrar en erupció i va destruir Ponta Delgada, amb 250 morts.
Amb la guerra de restauració portuguesa de 1640, l'illa recuperà la seva posició de centre comercial amb nous contactes amb el Brasil. Aleshores s'exportaven taronges a la Gran Bretanya. Després de 1831 i el període de les guerres liberals es va construir el port de Ponta Delgada i es van inicar nous conreus com el te, la pinya americana i el tabac. També es va desenvolupar la pesca i la resta de l'agricultura.

## Geografia

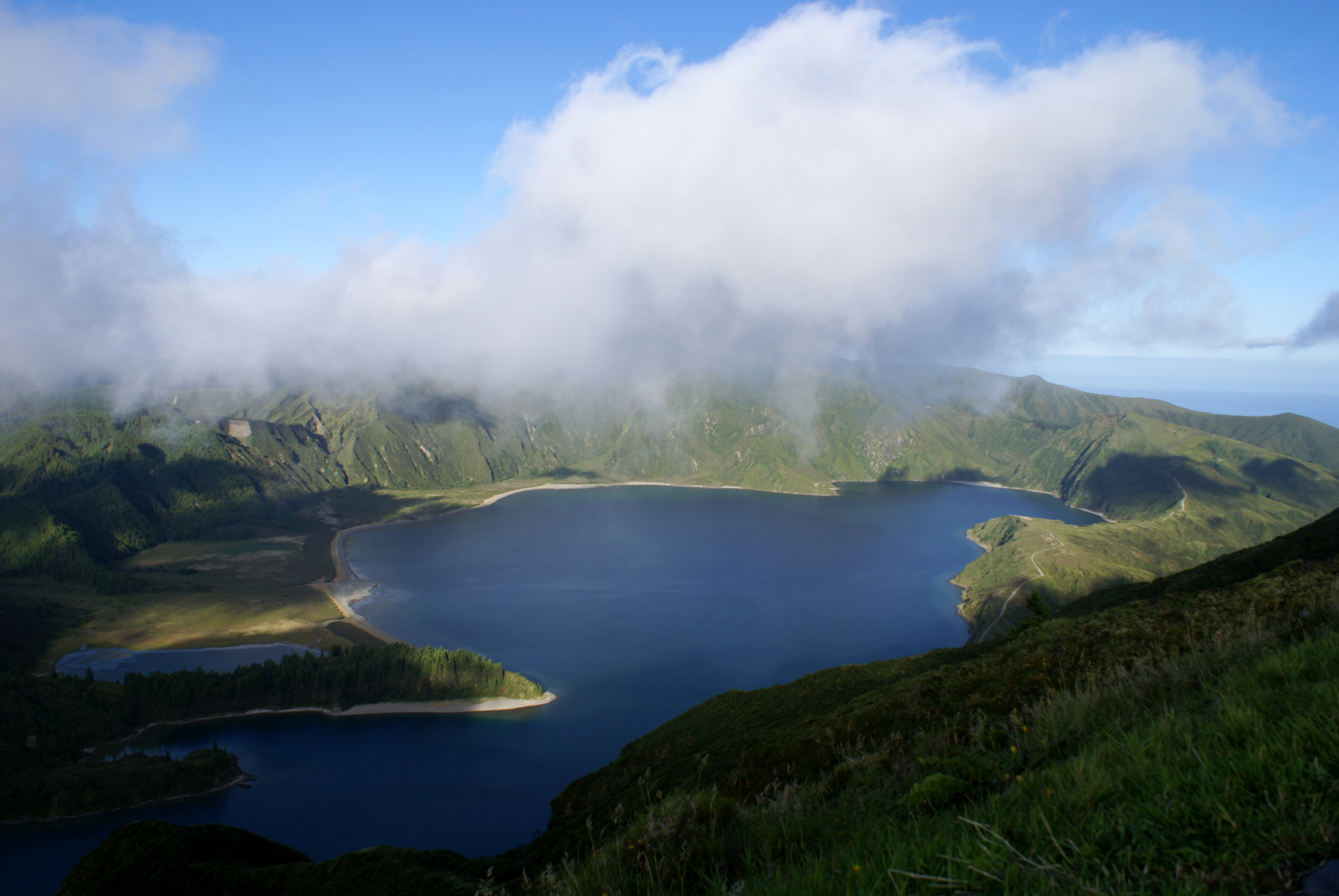
Lagoa do Fogo (llac de foc)

São Miguel està biseccionat per moltes falles en la triple unió de les plaques tectòniques d'Euràsia, Àfrica i Nord-americana. Hi ha hagut diversos increments de la superfície pel vulcanisme des de fa 4 milions d'anys fins a 5.000 anys.
Encara hi ha laurisilva, però la majoria ha estat substituïda pels conreus i els arbres exòics del gènere cryptomeria. Hi ha fonts calentes (caldeiras), generalment al centre de l'illa.
Entre Sete Cidades i Fogo hi ha un camp volcànic amb 270 volcans. S'stima que en els darrers 3.000 anys hi ha hagut 19 erupcions volcàniques, la més famosa de les quals fou la que va tenir lloc el 1652.
El punt més alt de l'illa de São Miguel és el Pico da Vara, a 1,103 m.

### Clima
Com les altres illes de l'arxipèlag, São Miguel està influïda per vents i corrents oceànics, en particular el corrent del Golf. Per això les temperatures són moderades, entre una mitjana de 14 °C a l'hivern i 21 °C a l'estiu. La pluviometria és d'uns 800 litres l'any i l'hivern és l'estació més plujosa.

## Galeria

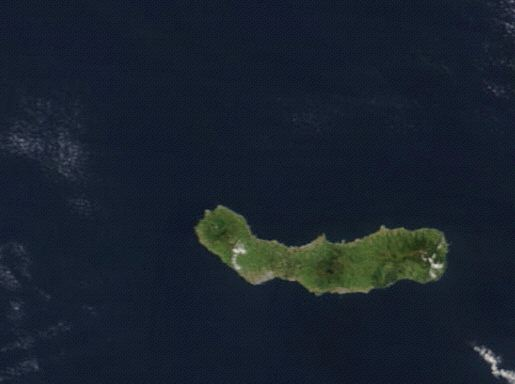
Foto de la NASA
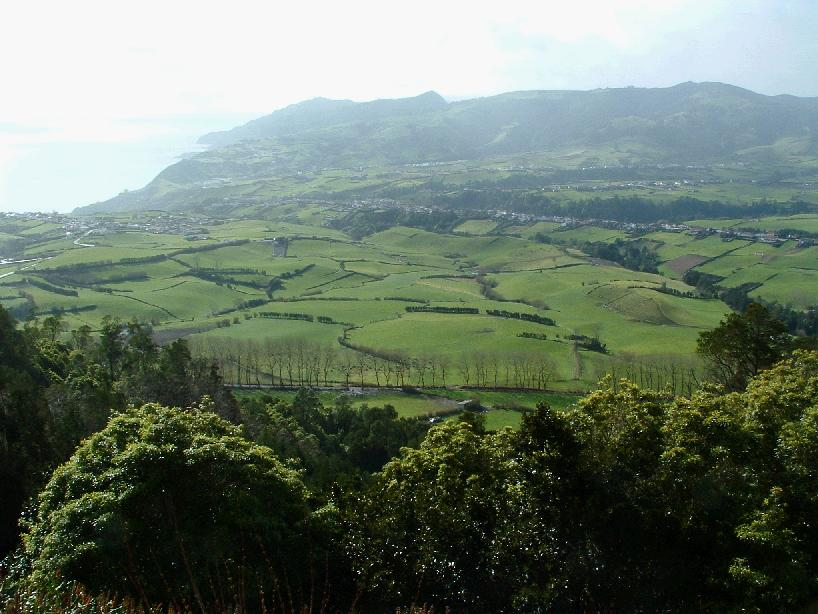
Paisatge de l'est de São Miguel
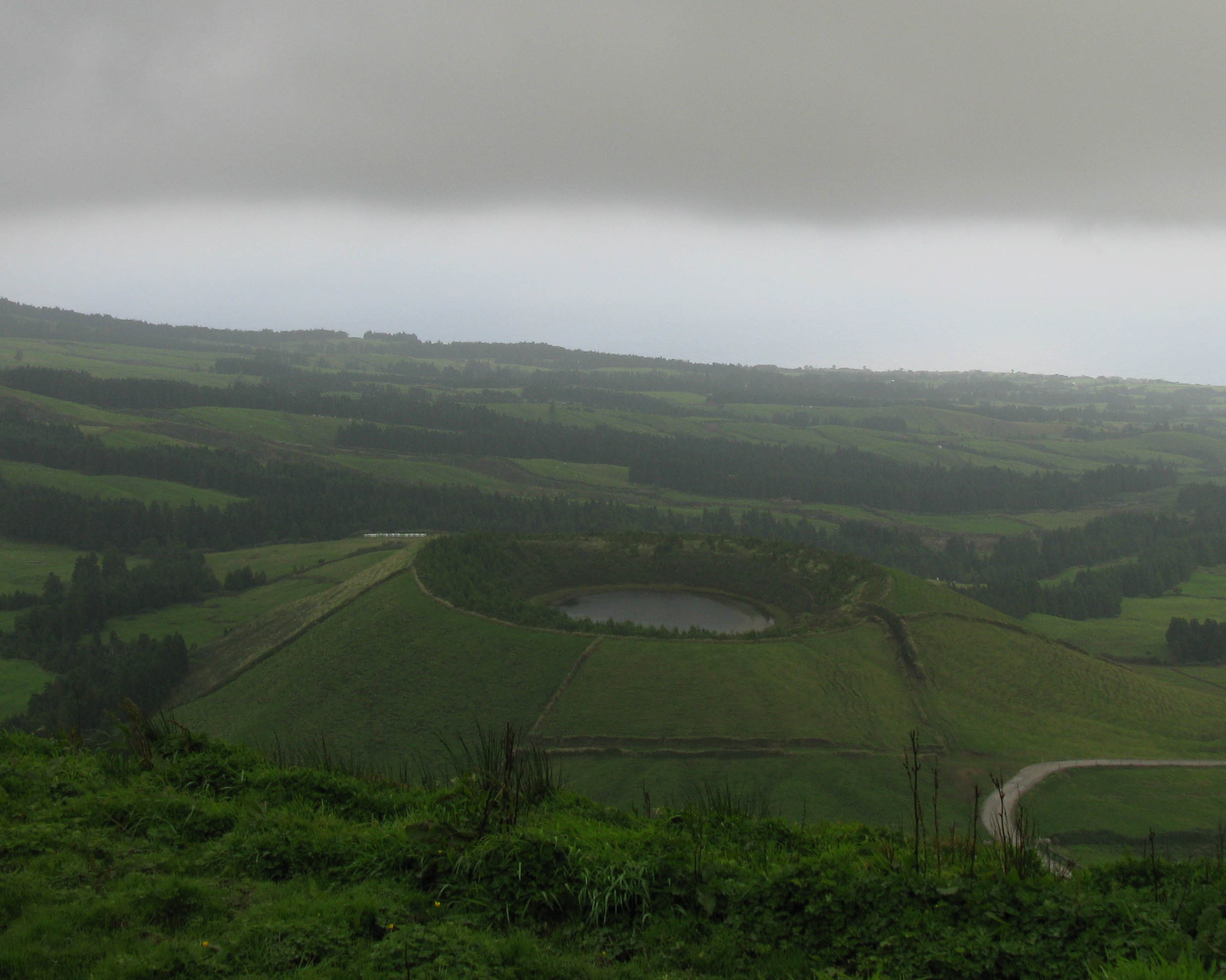
Lagoa Pao Pique, un cràter volcànic prop de Sete Cidades
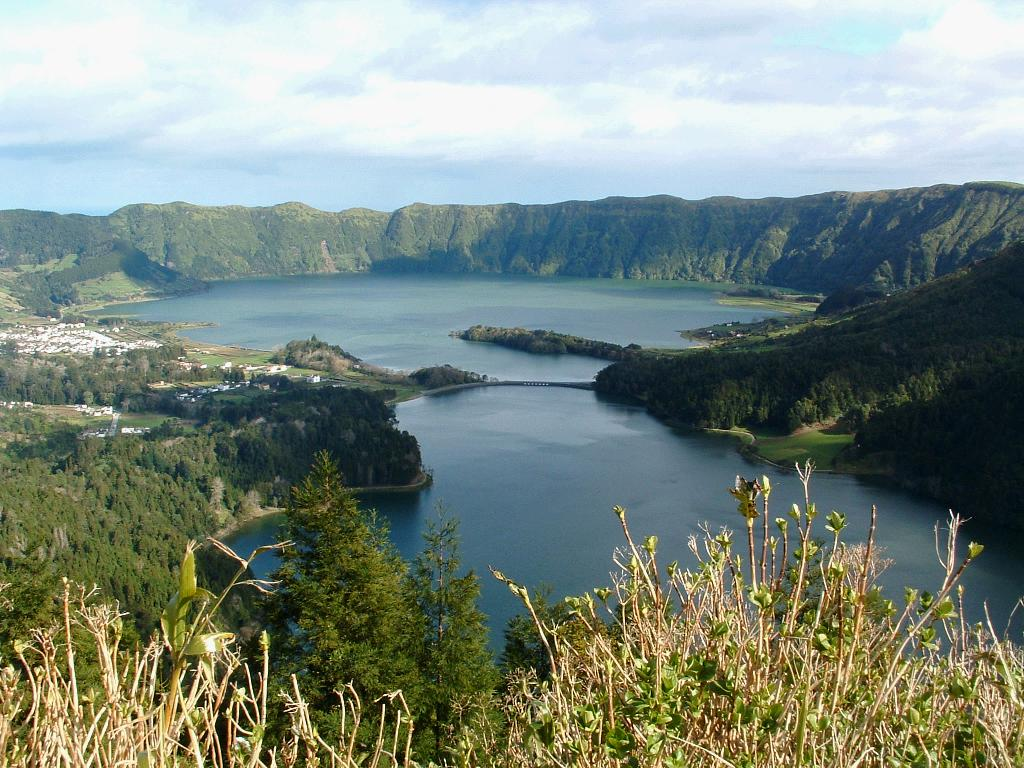
Llacs bessons prop de Sete Cidades